# Coecobrya sirindhornae
Coecobrya sirindhornae — вид колембол родини Entomobryidae. Описаний у 2019 році.

## Етимологія
Вид названо на честь тайської принцеси Сіріндхорн, яка цікавиться природознавством та відіграє важливу роль у сприянні збереженню біорізноманіття та навколишнього середовища Таїланду.

## Поширення
Ендемік Таїланду. Поширений у трьох печерах в районі Мананг провінції Сатун на півдні країни.

## Опис
Вид характеризується великими розмірами тіла та довжиною антен, а також відсутністю очей та пігментації.

## Спосіб життя
Середовище проживання виду обмежене темною зоною печери, де комаха була знайдена в оліготрофному середовищі невеликої камери, на мулистому ґрунті та мокрих кам'яних стінах. Камера з'єднана з вузьким крутим отвором. У камері є невеликі калюжі, а зі стелі капає вода. Каламутна поверхня землі затоплюється під час сезону дощів. Деякі особи були знайдені на трупі цвіркуна. Вони швидко стрибали і швидко рухались. Вид трапляється лише в тій частині печери, де вологість повітря насичена, а температура постійна — 23-24 С°.